# New Lots (Brooklyn)
New Lots es una subsección del barrio East New York en la zona este del distrito de Brooklyn en Nueva York. Fue conocido como Town of New Lots desde 1852, cuando la zona se separó de Town of Flatbush, hasta que fue anexada en 1886 como el 26º distrito electoral. La población es mayormente afroamericana e hispana. El barrio es parte del Brooklyn Community Board 5 y cuenta con la línea New Lots de metro. Los barrios cercanos son Canarsie al sur, y Brownsville al oeste.